# Red Republike Trinidada i Tobaga
Red Republike Trinidada i Tobaga (eng. Order of the Republic of Trinidad and Tobago) najviše je odlikovanje  Republike Trinidada i Tobaga koje je 2008. godine zamijenilo Križ trojstva. Ovo odlikovanje dodjeljuje se za istaknuto i izvanredno služenje Trinidadu i Tobagu.